# 아이제이아 휘틀록 주니어
아이제이아 휘틀록 주니어(영어: Isiah Whitlock Jr., 1954년 9월 13일 ~ )는 미국의 배우이다. 드라마 단역으로 주로 출연했다.

## 출연 작품
- 카 3: 새로운 도전 - 리버 스콧 역
- 퍼슨 투 퍼슨
- 올드 맨 더 건
- Da 5 블러드 - 멜빈 역